# Asclepias zanthodacryon
Asclepias zanthodacryon là một loài thực vật có hoa trong họ La bố ma. Loài này được (L.B.Sm.) Woodson mô tả khoa học đầu tiên năm 1941.